# Nagyerdei-Stadion
Das Nagyerdei-Stadion (deutsch Großwald-Stadion oder auch Debrecen-Stadion) ist ein Fußballstadion in der ungarischen Stadt Debrecen im Osten des Landes. Das alte Stadion mit Leichtathletikanlage, auf dessen Grund der Neubau entstand, wurde 1934 fertiggestellt. Zuletzt hatte das Stadion ohne Flutlicht oder Anzeigetafel Plätze für 10.000 Besucher. Von den 5.600 Sitzplätzen auf der Haupttribüne waren 600 überdacht.
Nach der Renovierung von 2013 bis 2014 bietet die neue Spielstätte den Zuschauern 20.340 überdachte Sitzplätze. In der neuen Arena ist, nach über zwanzig Jahren Abwesenheit, wieder der Fußballverein Debreceni VSC beheimatet.

## Geschichte

### Das alte Stadion
Nachdem die Eröffnung der Anlage am 5. Juni 1934 gefeiert wurde, fand kurz danach am 24. Juni das erste Fußballspiel im Stadion statt. Im Achtelfinalrückspiel des Mitropapokals standen sich die Kontrahenten des Bocskai FC und des AGC Bologna gegenüber. Nach einer 0:2-Hinspielniederlage reichte es für den Bocskai FC nur zu einem 2:1-Sieg über die Norditaliener. 1952 lockte ein Länderspiel der B-Nationalmannschaften von Ungarn und Bulgarien 32.000 Zuschauer zu einem Besucherrekord in das weite Rund.
Der Debreceni VSC stieg 1993 in die Nemzeti Bajnokság I., die höchste Fußballliga Ungarns, auf. Das betagte Nagyerdei-Stadion erfüllte nicht die Anforderungen der ersten Spielklasse und der DVSC musste in das Oláh Gábor úti Stadion umziehen. Die American-Football-Mannschaft der Debrecen Gladiators war ebenfalls im Nagyerdei-Stadion beheimatet. Neben den Sportveranstaltungen hatten im Sommer der Debreceni Virágkarnevál (deutsch Debreziner Blumenkarneval) sowie die Musikveranstaltung Campus Fesztivál ihren festen Platz im Stadion.

### Der Neubau
Im September 2010 wurde der Neubau des Stadions beschlossen. Das Konsortium “Hajrá, Debrecen!” (deutsch Vorwärts, Debrecen!) um die beiden Unternehmen HUNÉP Universal Épitőipari Zrt. und Épker Service Épitőipari Zrt. wurde Mitte Januar 2013 für die Errichtung ausgewählt. Das Angebot blieb mit einem geplanten Budget von 11,445 Milliarden HUF rund 10 % unter der Summe von 12,5 Mrd. HUF in der Ausschreibung. Für den Entwurf der Veranstaltungsstätte zeichnet das BORD Építész Stúdió verantwortlich.
Am 29. Januar 2013 starteten im Beisein von Bürgermeister Lajos Kósa und weiterer Prominenz wie Sportminister István Simicskó offiziell die Abrissarbeiten für den Neubau.
Der Abriss der alten Anlage dauerte bis Mitte Februar an. Zur Grundsteinlegung am 11. April 2013 versammelten sich Vertreter der Stadt und der Baufirmen, der Kulturminister sowie Investoren und des Debreceni VSC. Bereits im Juni 2013 konnten erste Teile der Dachkonstruktion verbaut werden. Im Oktober 2013 waren die Bauarbeiten schon weit fortgeschritten. Ein Großteil der stählernen Dachträger waren installiert und die Verlegung der Rasenheizung hatte begonnen.
Im April 2014 näherte sich die Fertigstellung des Neubaus. Am 1. Mai 2014, nach 14 Monaten Bauzeit, konnte das Stadion wie geplant eröffnet werden. Wenige Tage vor der Neueröffnung kam es im Stadion zu einem tödlichen Unfall. Ein Arbeiter stürzte bei einer Kontrolle vom Dach und kam zu Tode. Mit dem Erstligaspiel Debreceni VSC gegen Újpest Budapest (3:1) am 10. Mai 2014 fand die erste Partie vor ausverkauftem Haus statt. Am 22. Mai 2014 feierte die neue Heimstätte des DVSC ihre Länderspielpremiere. Die Männermannschaften von Ungarn und Dänemark trennten sich in einem Freundschaftsspiel mit einem 2:2-Unentschieden.
Mit seinen 20.340 überdachten Plätzen (inklusive 150 Plätzen für Journalisten und 50 Plätze für Kommentatoren sowie 26 V.I.P.-Logen) ist es nach der Groupama Aréna das zweitgrößte Fußballstadion des Landes. Es erfüllt die Anforderungen für die UEFA-Stadionkategorie 4.
Die Zuschauer auf den vier Tribünen können unter einer lichtdurchlässigen Membran-Dachkonstruktion Platz nehmen. Die Haupttribüne überragt die anderen Ränge, so fällt die Dachlinie über die Hintertorränge zu der Gegentribüne ab. Die Bestuhlung ist in den Vereinsfarben der Heimmannschaft aus überwiegend roten und weißen Kunststoffsitzen bestehen. Die Veranstaltungsstätte ist von einer bunten Parkanlage umschlossen.
Im Mai/Juni 2023 fand in Ungarn die U-17-Fußball-Europameisterschaft 2023 statt. Eines der sieben Stadien war das Nagyerdei-Stadion, in dem vier Gruppenspiele ausgetragen wurden.

## Galerie

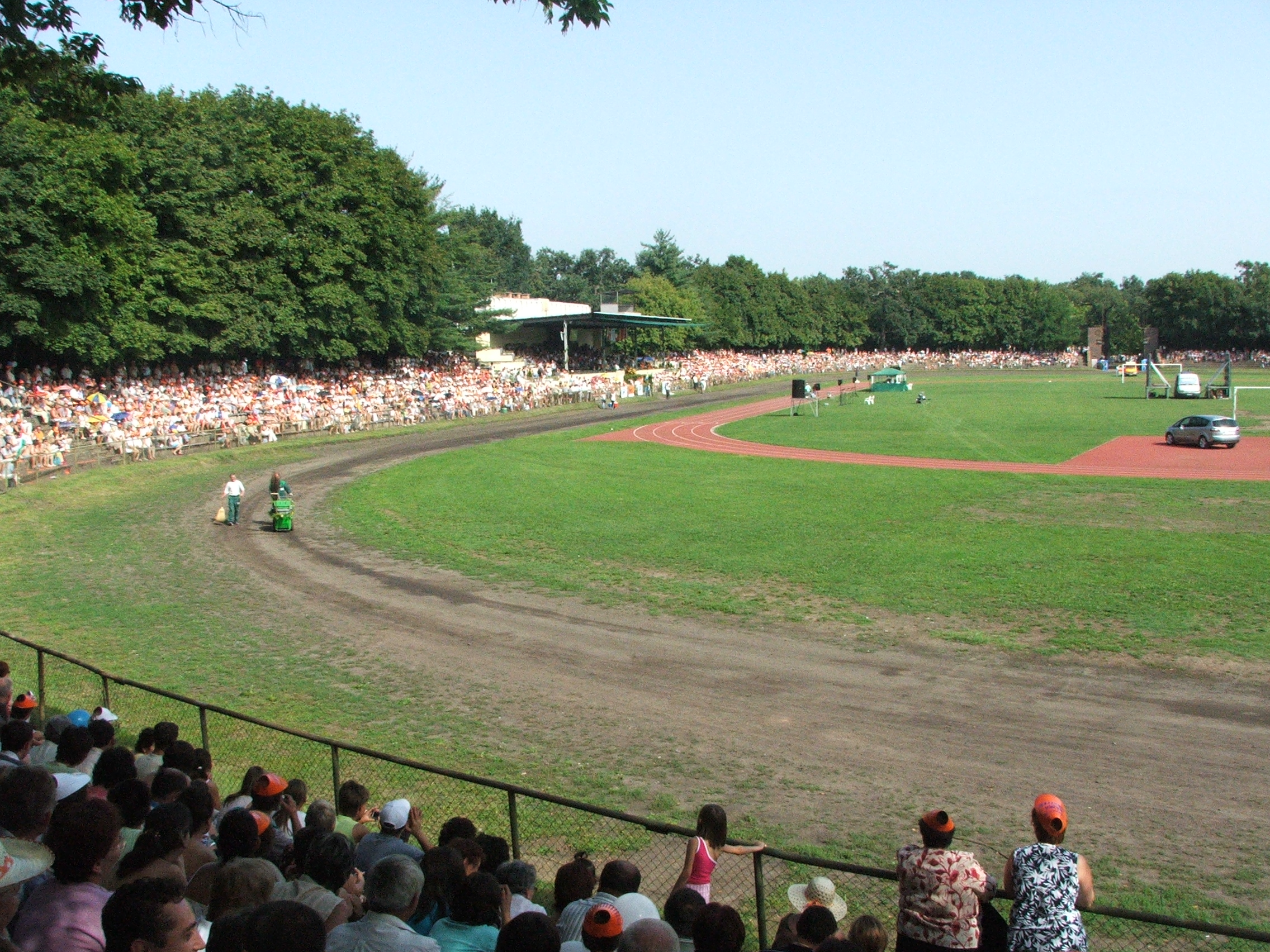
Das Nagyerdei-Stadion im August 2006
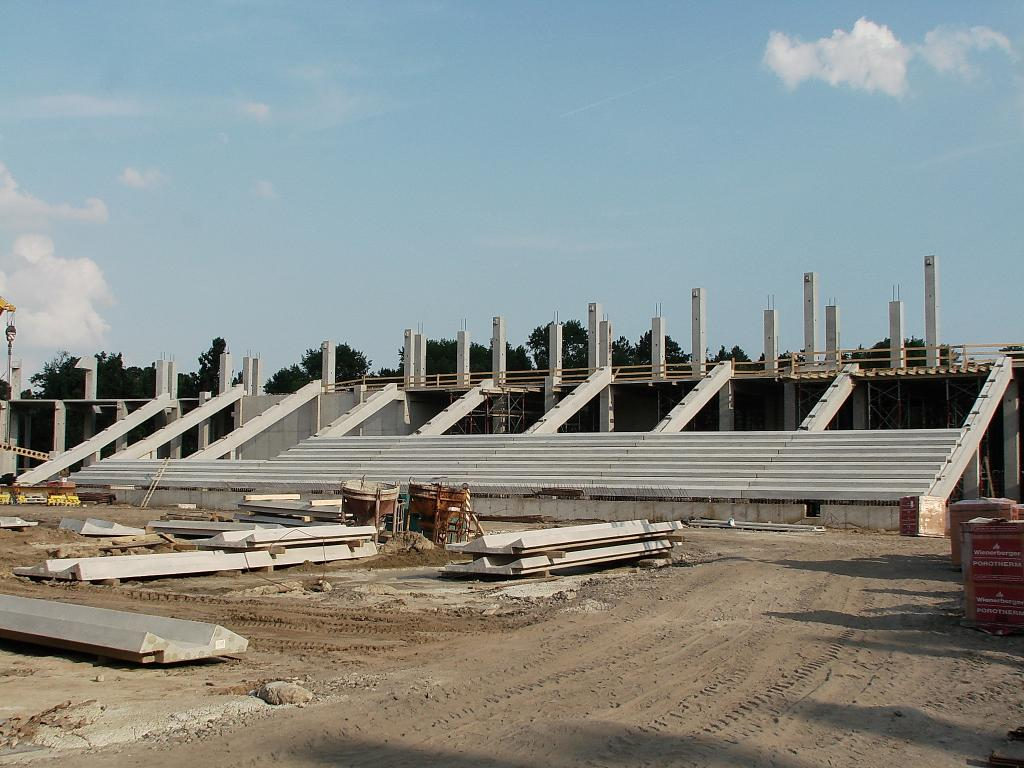
Stadionbaustelle im Juni 2013
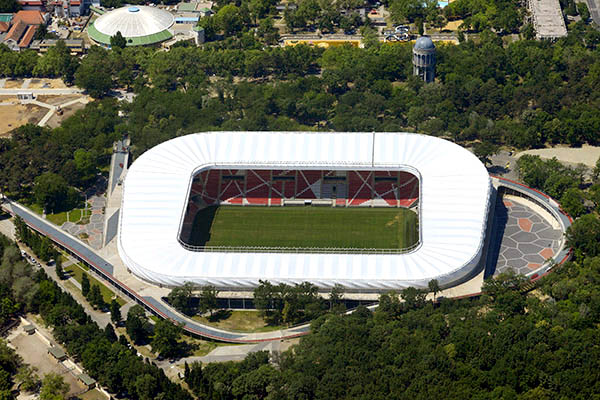
Luftbild von 2014
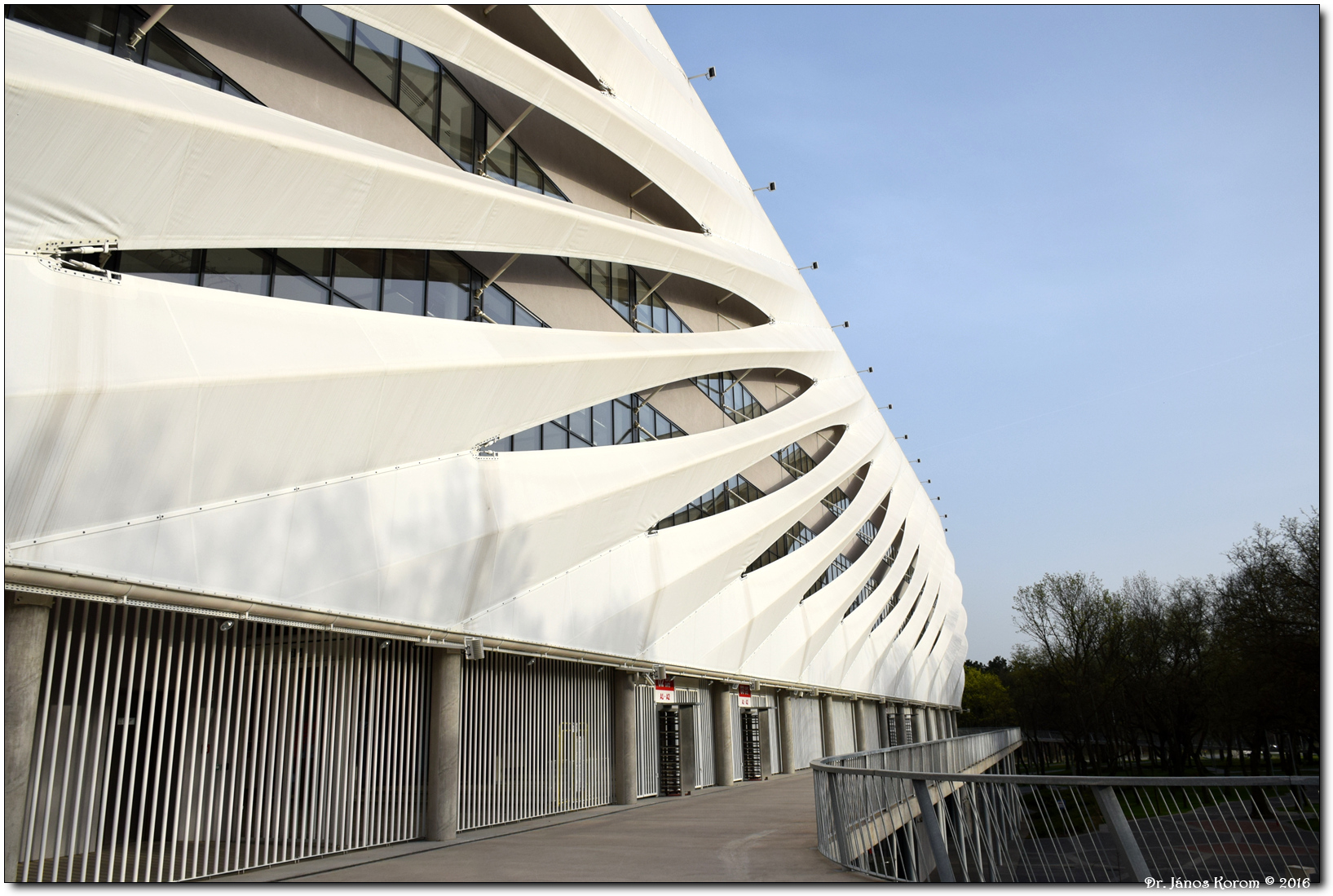
Teilabschnitt der Fassade (April 2016)